# ماتریس نواری
در ریاضیات، به خصوص در نظریهٔ ماتریس‌ها، ماتریس نواری (به انگلیسی: Band matrix) یک ماتریس پراکنده است که درایه‌های خارج از یک نوار نسبتاً باریک حول قطر اصلی صفر است.
به عبارت دیگر، ماتریس
({\displaystyle A_{n*n}} = (ai,j  یک ماتریس نواری است اگر برای مقادیر ثابت {\displaystyle K_{1},K_{2}\geq 0} شرط زیر برقرار باشد :
ai,j  = 0 اگر
{\displaystyle j>i+K_{2}} یا {\displaystyle j<i-K_{1}}
مقادیر {\displaystyle K_{1}} و {\displaystyle K_{2}} به ترتیب نیمه پهنای باند چپ ( پهنای نوار پایینی ) و راست ( پهنای نوار بالایی ) نامیده می‌شوند . یک ماتریس نواری با {\displaystyle K_{1}=K_{2}=0} یک ماتریس قطری؛ یک ماتریس نواری با {\displaystyle K_{1}=K_{2}=1} یک ماتریس سه قطری؛ یک ناتریس نواری با {\displaystyle K_{1}=K_{2}=2} یک ماتریس پنج وجهی و ... نامیده می‌شود .

## کاربرد
در بسیاری از کاربردها ماتریس‌هایی ظاهر می‌شوند که تعداد اندکی درایهٔ غیر صفر دارند . به عنوان یک مثال ساده دستگاه‌های سه قطری را که از تقریبات گسستهٔ معادلات دیفرانسیل مرتبهٔ دوم با مشتقات جزئی نیز پیش می‌آید .
ساختار دستگاه‌های سه قطری
{\displaystyle {\begin{bmatrix}b_{1}&c_{1}&0&\cdots &\cdots &0\\a_{2}&b_{2}&c_{2}&\ddots &\ddots &\vdots \\0&a_{3}&b_{3}&c_{3}&\ddots &\vdots \\\vdots &\ddots &\ddots &\ddots &\ddots &\vdots \\\vdots &\ddots &\ddots &a_{n-1}&b_{n-1}&c_{n-1}\\0&\cdots &\cdots &0&a_{n}&b_{n}\end{bmatrix}}}
تقریبات تفاضلی معادلات دیفرانسیل مرتبهٔ بالاتر نوعاً به ماتریس‌هایی منجر می‌شود که درایه‌های غیر صفر آن‌ها از طرح‌های کلی تری، مثل ساختار ۵ قطری زیر، برخوردارند.
{\displaystyle {\begin{bmatrix}*&*&*&\cdots &\cdots &\cdots &\vdots \\**&*&*&*&\cdots &\cdots &\vdots \\**&*&*&*&*&\ddots &\vdots \\\vdots &\ddots &\ddots &\ddots &\ddots &\ddots &\vdots \\\vdots &\ddots &*&*&*&*&*\\\vdots &\ddots &\ddots &*&*&*&*\\\vdots &\ddots &\ddots &\ddots &*&*&*\\\end{bmatrix}}}
واقعیت مشترک کلیهٔ این ساختارها این است که برای مقادیر محسوس n اکثر درایه‌های آن‌ها صفرند . به عبارت دیگر این ماتریسها تنک هستند . ماتریسهای تنک موقعیت روشنی را برای صرفه جویی محاسباتی فراهم می‌آورند .

## ذخیره‌سازی نواری
ماتریس‌های نواری معمولاً با ذخیره کردن قطرها( قطرهای دارای عناصر ناصفر ) در ستون‌های یک ماتریس ذخیره می‌شوند و درایه‌های خالی به صورت پیش‌فرض با صفر پر می‌شوند .
به‌طور مثال یک ماتریس سه قطری 6*6 :
{\displaystyle {\begin{bmatrix}B_{11}&B_{12}&0&\cdots &\cdots &0\\B_{21}&B_{22}&B_{23}&\ddots &\ddots &\vdots \\0&B_{32}&B_{33}&B_{34}&\ddots &\vdots \\\vdots &\ddots &B_{43}&B_{44}&B_{45}&0\\\vdots &\ddots &\ddots &B_{54}&B_{55}&B_{56}\\0&\cdots &\cdots &0&B_{65}&B_{66}\end{bmatrix}}}
با ماتریس 3*6 زیر ذخیره می‌شود :
{\displaystyle {\begin{bmatrix}0&B_{11}&B_{12}\\B_{21}&B_{22}&B_{23}\\B_{32}&B_{33}&B_{34}\\B_{43}&B_{44}&B_{45}\\B_{54}&B_{55}&B_{56}\\B_{65}&B_{66}&0\end{bmatrix}}}
.